# Osney
Osney oder Osney Island (Aussprache [ˈoʊzni], eine alte Form des Namens ist Oseney) ist ein Wohngebiet im Westen von Oxford in England. Der Name wird auch für die Siedlung Osney Town verwendet, die westlich des Bahnhofs von Oxford liegt. Es handelt sich um eine Insel, die von der Themse, deren Nebenarm dem Osney Ditch und einem anderen Nebenarm, dem Bulstake Stream, gebildet wird.
Bis ins frühe 20. Jahrhundert wurde der Name für eine andere Insel verwendet, die vom Castle Mill Stream und dem Hauptarm der Themse gebildet wird. Auf dieser Insel wurden im Mittelalter die Osney Abbey und die Osney Mill gegründet. Dieser Ort wird in The Miller's Tale in Geoffrey Chaucers  Canterbury Tales erwähnt.

## Geschichte
Der Name „Osney“ ist altenglisch und bedeutet Insel in der Ouse (möglicherweise ein alter Name der Themse) oder Osas Insel. Nach Norden wird die Insel durch den Sheepwash Channel von Fiddler’s Island getrennt.
Osney Abbey wurde 1129 im Süden der Insel und Rewley Abbey wurde 1280 im Norden gegründet. Die Osney Mill wurde durch die Osney Abbey im Westen der Insel etabliert. Das Land beider Abteien wurde 1538 als Folge der Auflösung der englischen Klöster an das Christ Church College übertragen.
1790 wurde der Mühlkanal der Osney Mill durch die Eröffnung des Osney Lock der Hauptarm des Flusses.
Bis zum Beginn des 19. Jahrhunderts war nur der Teil der Insel östlich von St Thomas's Church bebaut. Im 19. Jahrhundert veränderte sich die Insel entscheidend. Die Great Western Railway baute 1850 ihre Strecke von Nord nach Süd über die Insel und dazu gehörte die  Osney Rail Bridge am Südende der Insel sowie eine Brücke am Nordende über den Sheepwash Channel. Der dazu gehörige Bahnhof wurde 1852 auf der Insel eröffnet. 1851 eröffnete die Buckinghamshire Railway ihre Strecke von Norden über den Sheepwash Channel und den Rewley Road Bahnhof neben dem Great Western Railway Bahnhof. Zur Unterbringung der Eisenbahnarbeiter wurde 1851 Osney Town von George P. Hester auf der Insel westlich von Osney geplant. Hester hatte dazu das Land vom Christ Church College gepachtet. In den 1860er Jahren wurde New Osney um die Mill Street, südlich der Botley Road zwischen der Eisenbahn und dem Fluss angelegt.  Das Cripley Gebiet wurde nördlich der Botley Road 1878 angelegt. Der Osney Cemetery wurde 1848 im Süden der Insel eröffnet.

## Gegenwart
Der Name Osney wird heute meist als Bezeichnung für Osney Town gebraucht. Die meisten Einwohner Osneys leben in Reihenhäusern aus dem 19. Jahrhundert entsprechend dem von Hester geplanten Aussehen. Es gibt einige neuere Gebäude auf der Bridge Street und der West Street, sowie einige deutlich größere Häuser, die sich auf der Insel verteilen.
Der Name Osney wird nicht länger für die Insel benutzt, die historisch diesen Namen trug. Der Teil der Insel, der sich östlich der Eisenbahn befindet, wird nun St Thomas genannt. Der historische Name ist erhalten in den Bezeichnungen: New Osney, Osney Lane, Osney Cemetery, Osney Mill und Osney Marina. Die Botley Road (A420)  führt über die Osney Bridge aus Westen auf die historische Insel.

## Osney Mead

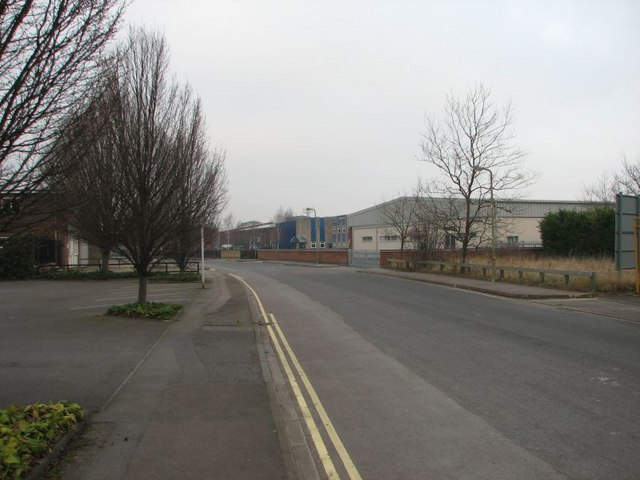
Blick entlang die Osney Mead Road

Von 1961 an wurde auf Weideland ein Industriepark aufgebaut, der 1966 Osney Mead genannt wurde. Das Gebiet erstreckt sich von Osney und dem Bulstake Stream, bis östlich der Ferry Hinksey Road. Der Industriepark sollte ursprünglich bis dahin schlecht gelegenen örtlichen Unternehmen einen besseren Standort geben.